# Hostyn
Hostyn je nezařazené území ve Fayette County v Texasu. Byla založena někdy na počátku 19. století německými přistěhovalci a původně pojmenována Bluff. V roce 1856 se její obyvatelstvo rozrostlo o skupinu českých rodin, další Češi přicházeli po Americké občanské válce. V roce 1925 byla komunita oficiálně přejmenována na Hostyn, na počest významného moravského poutního místa, Hostýna.